# Путилин, Дмитрий Александрович
Путилин Дмитрий Александрович (род. 15 декабря 1976, г. Каменск-Уральский) — российский общественный деятель и спортивный функционер, тайбоксер. Чемпион мира (2001), вице-чемпион Европы (2000), чемпион России (1999, 2000). Заслуженный тренер России, мастер спорта международного класса. 

## Биография
Дмитрий Путилин родился 15 декабря 1976 года в г. Каменск-Уральский, Свердловская область.
Окончил Уральский государственный технический университет по специальности «Спортивный и туристический менеджмент».
В детстве занимался разными видами спорта: плавание, фигурное катание, большой теннис. В 1995 году пришел в муайтай и тренировался под руководством заслуженного тренера России Николая Васильевича Клименко и Бориса Сергеевича Конкина. Яркие спортивные достижения не заставили себя долго ждать и уже через 4 года после начала занятий, в 1999 году, Дмитрий выиграл чемпионат России в Калининграде. В 2000 году спортсмен повторил свой успех в Челябинске, став двукратным чемпионом России.
Первых успехов на международной арене достиг в 2000 году на чемпионате Европы в Пафосе (Кипр), где завоевал серебряную медаль. В 2001 году в Бангкоке (Таиланд) выиграл свой главный титул в карьере, став чемпионом мира по муайтай в бое против белоруса Василия Шиша. После победы Дмитрию Путилину было присвоено звание мастера спорта международного класса.
При росте 182 см выступал в весовой категории до 67 кг.
После окончания спортивной карьеры занялся тренерской деятельностью и был удостоен звания заслуженного тренера России. Подготовил 4 мастеров спорта России международного класса, 11 мастеров спорта России, а также победителей и призеров международных соревнований. Среди его воспитанников: чемпион первенства мира, чемпион Европы Александр Джинисян, чемпион Европы Денис Дикусар, чемпион Европы, призёр Всемирных игр единоборств Гарик Калащян, чемпион Европы Пашик Татоян, чемпион первенства мира Михаил Хубоян, чемпион первенства мира Евгений Стеферловский, чемпион первенства мира Захар Корошов.

## Семья
Женат, имеет сына

## Организационная деятельность
- Президент Федерации муайтай России (с 2010 года по настоящее время)[2]
- Вице-президент Европейской федерации муайтай (с 2012 года по настоящее время)[3]
- Глава технической комиссии Международной федерации муайтай (с 2013 года по настоящее время)
- Председатель Свердловского областного общественного фонда «Уральский союз боевых искусств» (с 2019 года по настоящее время)
- Консультант: Ашхабадского организационного комитета Игр по боевым искусствам (с апреля 2014 года по сентябрь 2017 года); Всемирных игр боевых искусств в Саудовской Аравии (2023)
- Руководитель организационного комитета: III чемпионата мира по киокушинкай каратэ (2017); чемпионата Европы по дзюдо среди смешанных команд (2018); II Всемирного боксёрского форума (2019), чемпионата мира по боксу AIBA (2021, 2022)
- Спортивный директор: Всемирных игр боевых искусств (2013); чемпионата мира по гандболу среди молодежных команд (2015); «РМК боксинг промоушен» (с мая 2016 года по март 2018 года); чемпионата мира по боксу AIBA (2019 год)
- Генеральный директор организационного комитета Всемирных игр дружбы (с июля 2024 года по настоящее время)[4]